# Neobisium closanicum
Espèce
Neobisium closanicum est une espèce de pseudoscorpions de la famille des Neobisiidae.

## Distribution
Cette espèce est endémique de Roumanie. Elle se rencontre à Obârșia-Cloșani dans la grotte Peștera Cloșani.

## Publication originale
- Dumitresco & Orghidan, 1970 : Contribution à la connaissance des Pseudoscorpions souterrains de Roumanie. Travaux de l'Institut de spéologie Émile Racovitza, vol. 9, p. 97-111.